# Microplexia parmelia
Microplexia parmelia là một loài bướm đêm trong họ Noctuidae.